# Bahaba polykladiskos
Bahaba polykladiskos är en fiskart som först beskrevs av Pieter Bleeker 1852.  Bahaba polykladiskos ingår i släktet Bahaba och familjen havsgösfiskar. Inga underarter finns listade.